# Монорейка аеропорту Лондон-Гатвік
Монорейка аеропорту Лондон-Гатвік — лінія естакадного автоматичного піплмуверу, завдовжки 1,21 км, що сполучає Північний та Південний термінали аеропорту Лондон-Гатвік, а також Північний термінал зі станцією Аеропорт Гатвік. Вагони працюють на гумових шинах, що рухаються по бетонній колії з подвійними ходовими поверхнями, і керуються окремими напрямними рейками.

## Історія
До 1987 року в Гатвіку був єдиний головний термінал, що тепер відомий як Південний термінал. 
В 1983 році було відкрито піплмувер, за для сполучення головного терміналу з (тоді новим) пірсом. 
Це була перша у Великій Британії автоматизована система переміщення людей. 
З тих пір ця мережа була замінена траволатором.
В 1987 році був відкритий новий Північний термінал. 
Одночасно було відкрито піплмувер для сполучення нового терміналу зі існуючим Південним терміналом та прилеглою залізничною станцією. 
Спочатку на лінії використовувався вагони Adtranz C-100, що були в експлуатації до вересня 2009 року, за цей час вони проїхали загалом 4 млн км. Аеропорт Гатвік розпочав модернізувати піплмувер у квітні 2008. 
Було замінено рухомий склад (введено в роботу шість вагонів Bombardier CX-100), відремонтовано естакада та станції. 
Кошторисна вартість робіт — 45 млн фунтів стерлінгів. 
Лінія була знову відкрита 1 липня 2010 року

## Опис
Монорейка має дві паралельні колії, що прокладені по бетонній естакаді з аварійною доріжкою між коліями. Лінія автоматична та не потребує водія. У звичайному режимі працюють обидва поїзди з відправленням з кожного терміналу що 5 хвилин та 2-3 хвилини у дорозі. Послуга працює цілодобово, хоча інтервал руху знижується до 10 хвилин між 23:00 і 06:00, при цьому використовується лише одна колія. Плата за проїзд не стягується.

## Галерея

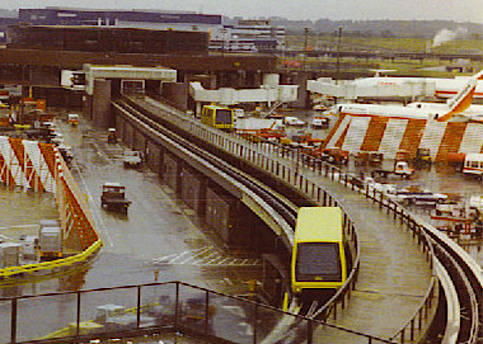
Лінія в 1988
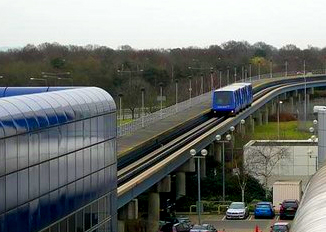
Поїзд, що наближається до станції Північний термінал в 2008 році; як поїзд, так і вокзал замінені
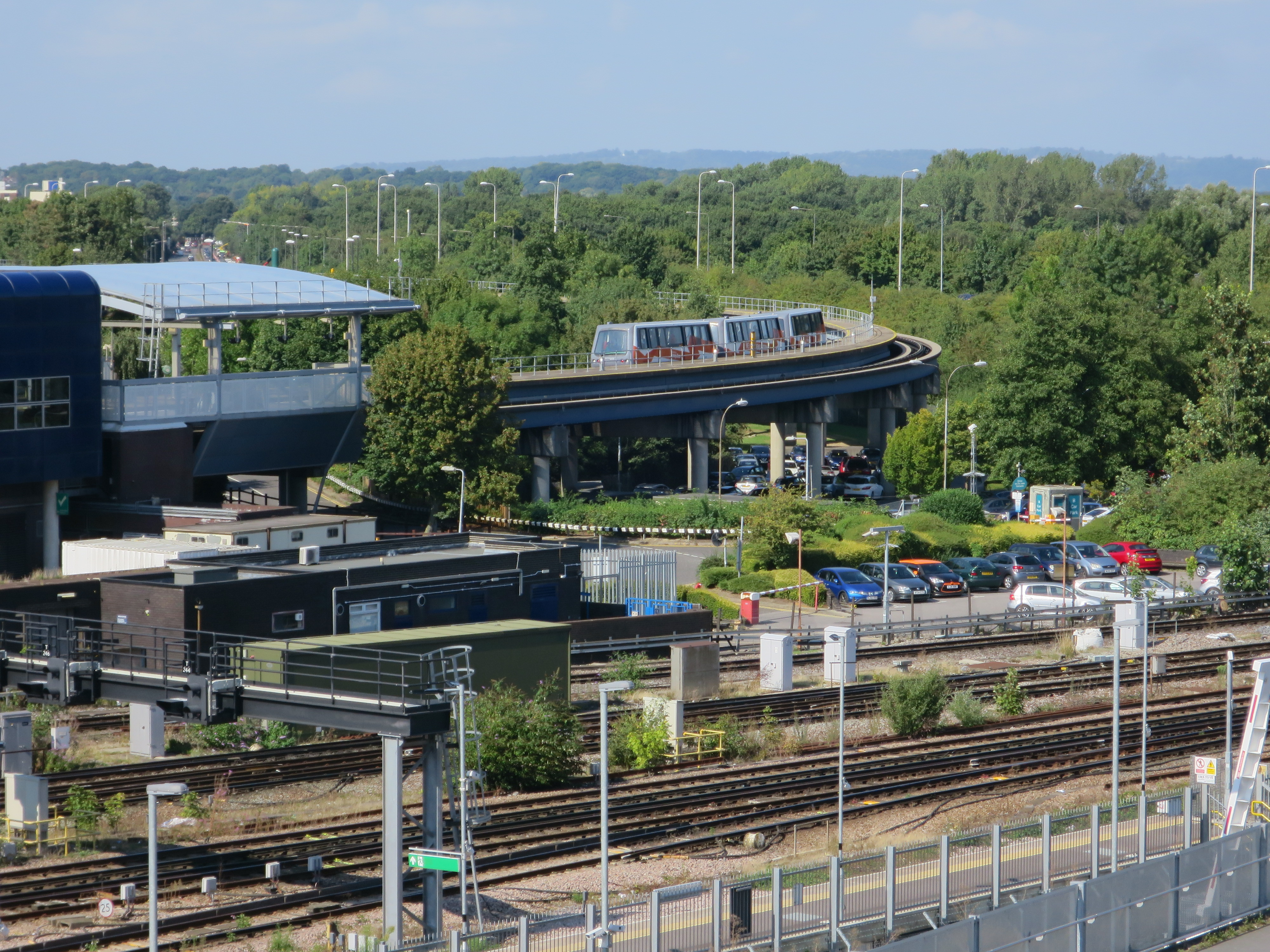
Станція монорейки та поїзд у Південному терміналі в 2016 році із залізничними коліями на передньому плані
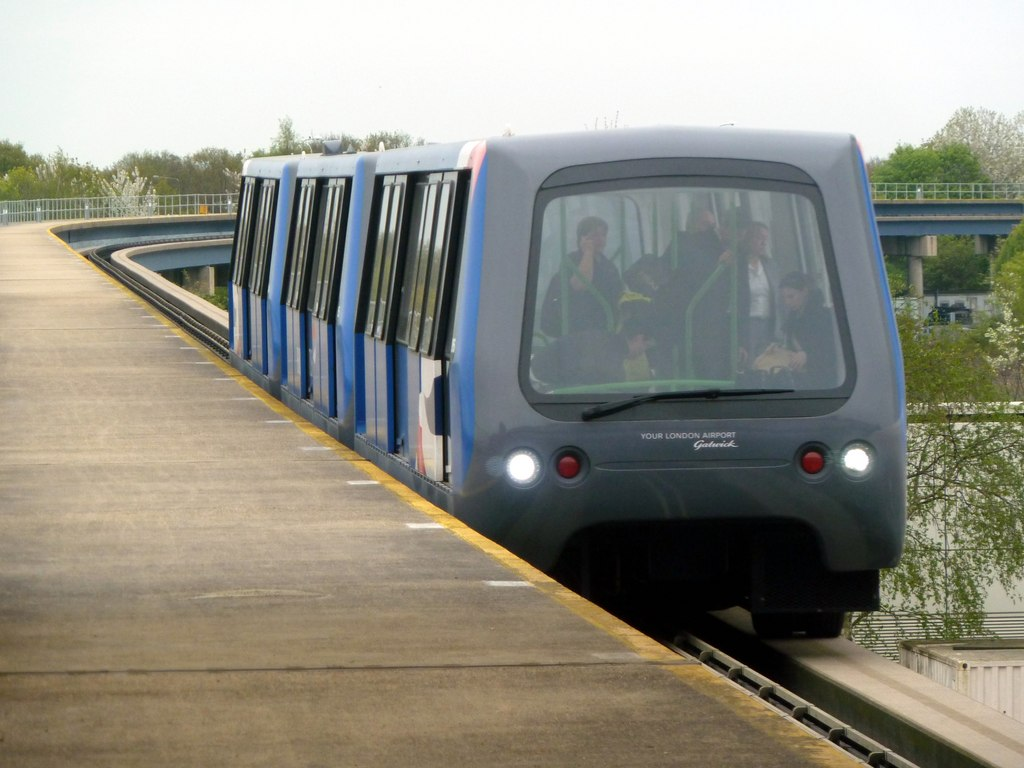
Один з останніх рейсів  Adtranz C-100 в 2011 році
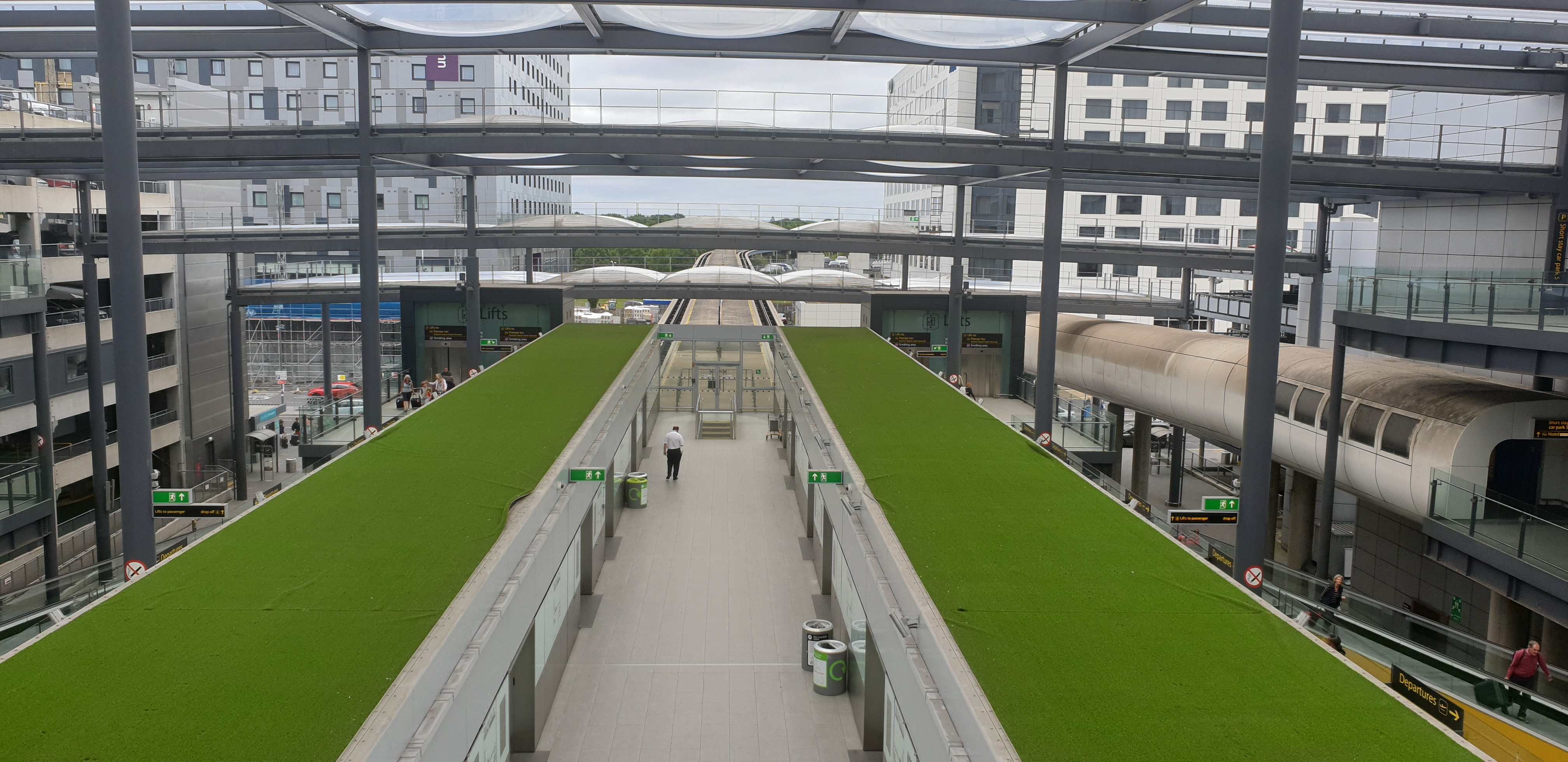
Станція монорейки у Північному терміналі в 2019
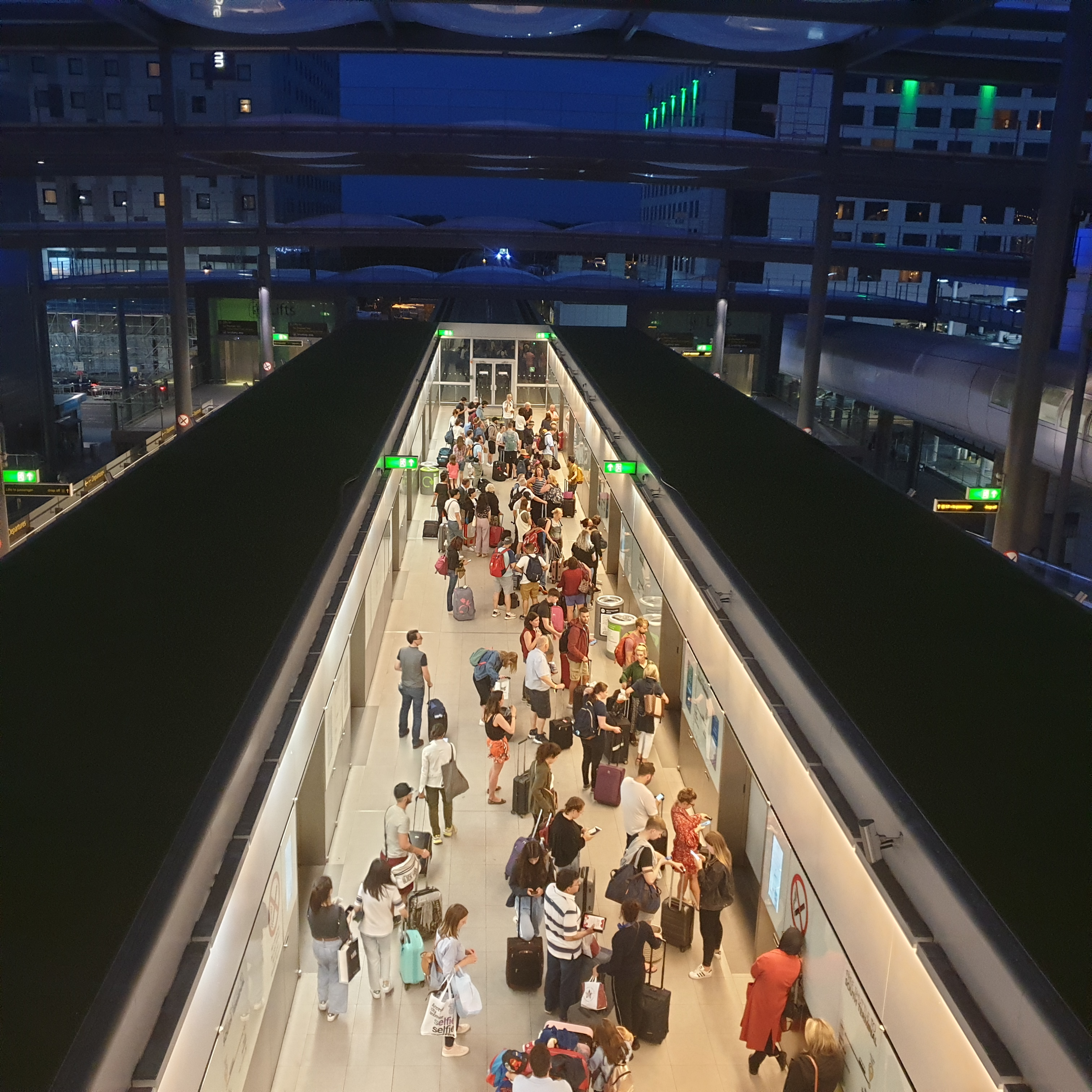
Станція монорейки у Північному терміналі вночі